# William Dunnington Bloxham
William Dunnington Bloxham (Contea di Leon, 9 luglio 1835 – Tallahassee, 15 marzo 1911) è stato un politico statunitense. Fu il 17º governatore della Florida dal 1897 al 1901.